# Zgornji Brnik
Zgornji Brnik – wieś w Słowenii, w gminie Cerklje na Gorenjskem. W 2018 roku liczyła 724 mieszkańców.